# 小石川養生所
小石川養生所（こいしかわようじょうしょ）は、江戸時代に幕府が江戸に設置した無料の医療施設。享保から幕末まで140年あまり貧民救済施設として機能した。

## 享保改革の下層民対策と養生所計画
江戸中期には農村からの人口流入により江戸の都市人口は増加し、没落した困窮者は都市下層民を形成していた。享保の改革では、江戸の防火整備や風俗取締と並んで下層民対策も主眼となっていた。
将軍徳川吉宗は享保6年（1721年）7月、日本橋に高札を立て、和田倉御門近くの評定所前に毎月2日､11日､21日の月3回、目安箱を設置することを公示していた。同年12月、漢方医の小川笙船はこの目安箱を利用して施薬院の設置を嘆願する投書を行った。
享保7年（1722年）正月、吉宗は笙船の上書を取り上げ、有馬氏倫に施薬院の設立を命じた。亨保7年6月、有馬氏倫の命を受けた町奉行の中山時春と大岡忠相は大岡邸に笙船を呼び意見を聴取した。
翌日、両奉行は中山出雲守組与力の満田作左衛門と大岡越前守組与力の吉田十郎兵衛を設立の事務方に当たらせた。
設立計画書によれば、建築費は金210両と銀12匁、経常費は金289両と銀12匁1分8厘。人員は与力2名、同心10名、中間8名が配された。与力は入出病人の改めや総賄入用費の吟味を行い、同心のうち年寄同心は賄所総取締や諸物受払の吟味を行い、平同心は部屋の見回りや薬膳の立ち会い、錠前預かりなどを行った。中間は朝夕の病人食や看病、洗濯や門番などの雑用を担当し、女性患者は女性の中間が担当した。

## 養生所の開設と変遷

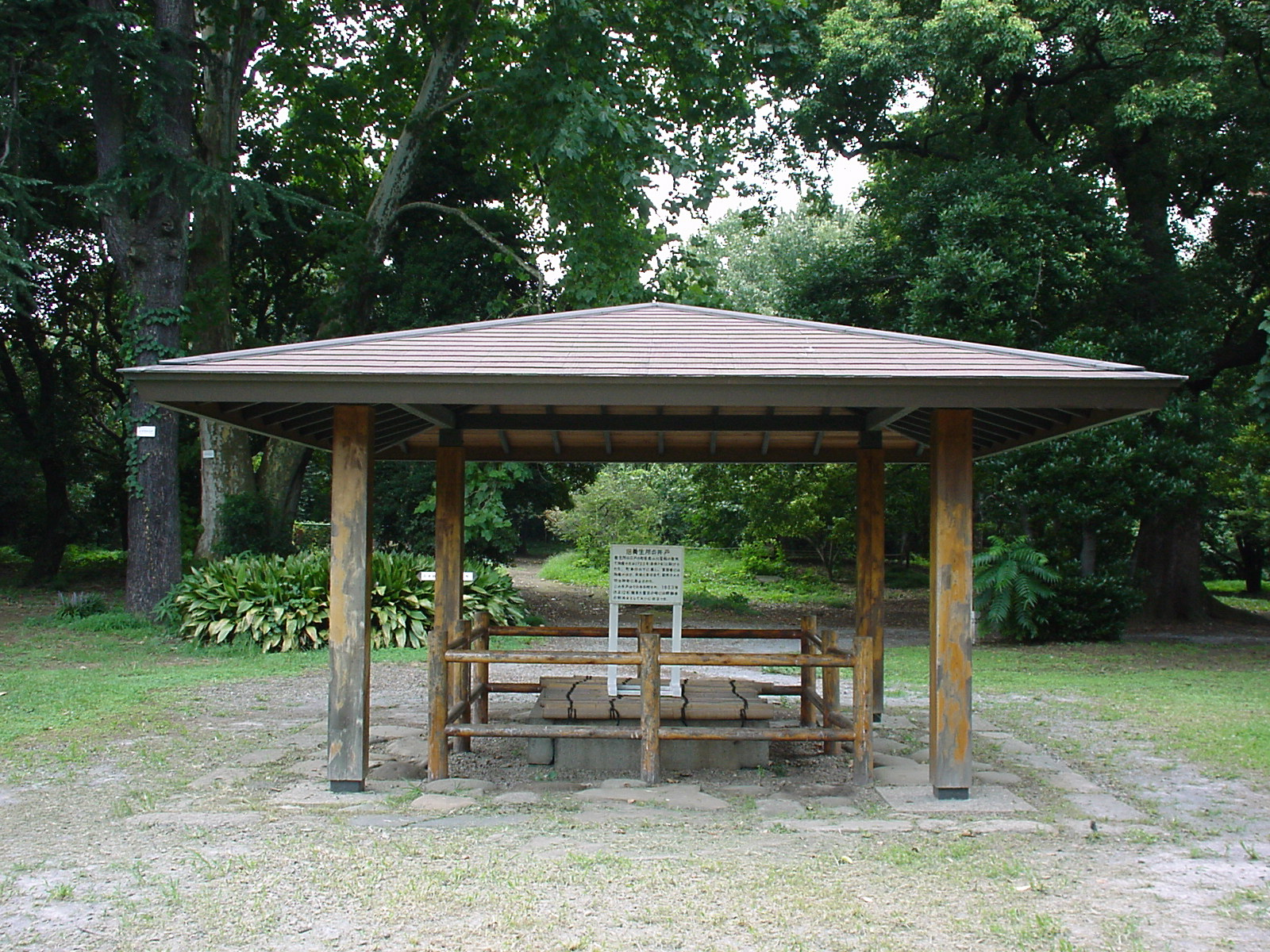
小石川養生所の井戸

養生所は享保7年（1722年）12月13日に小石川薬園（現在の小石川植物園）内に開設された。建物は柿葺の長屋で薬膳所が2カ所に設置され収容人数は40名であった。
小石川養生所は町奉行支配とされ、開設に尽力した小川笙船・丹治が肝煎を務め、満田と吉田が引き続き養生所与力に付いた。医師ははじめ本道（内科）のみで小川ら7名が担当した。設立時の養生所医師として岡丈庵と林良適が任命され、夜間の急病に対応するための医師として木下同圓、八尾伴庵、堀長慶が任命された。はじめは寄合医師・小普請医師などの幕府医師の家柄の者が治療にあたっていたが、天保14年（1843年）からは、町医者に切り替えられた。これらの町医者のなかには、養生所勤務の年功により幕府医師に取り立てられるものもあった。
当初は薬草の効能を試験することが密かな目的であるとする風評が立ち、また無宿者と同等の扱いを受けるのを嫌われ利用が滞った。そのため、翌、享保8年2月には入院の基準を緩和し、身寄りのない貧人だけでなく看病人があっても貧民であれば収容されることとし、10月には行倒人や寺社奉行支配地の貧民も収容した。また、同年7月には町名主に養生所の見学を行い風評の払拭に務めたため入院患者は増加し、以後は定数や医師の増員を随時行っている。
幕末になると、蘭方医が台頭し「医学所」と「医学館」が対立し、漢方医の権威が低下するとともに養生所の質は低下する。
明治維新により一旦は廃止されたものの医学館の管轄に移り「貧病院」と改称して存続したが、新政府の漢方医廃止の方針によって間もなく閉鎖されている。薬園とともに養生所施設は、1870年に文部省の管轄に移行され、1877年、東京帝国大学に払い下げられ、最終的には理学部に組み込まれている。
2012年（平成24年）9月19日に、「小石川植物園（御薬園跡及び養生所跡）」として国の名勝および史跡に指定された。
現在、小石川植物園（正式名称は「東京大学大学院理学系研究科附属植物園」）内に、当時養生所で使われていた井戸が保存されており、関東大震災の際には被災者の飲料水として大いに役立ったという。

## 入所患者治療表
年間の入所者数の概要は下表のようであった。
| 年度                               | 全快   | 難治  | 病死  | 願下 (自主退所) | 掟背・他 (強制退所) | 合計   |
| 享保11年                           | 134    | 82    | 12    | 22              | 0                   | 250    |
| 明和6年                            | 141    | 30    | 14    | 68              | 3                   | 256    |
| 天明7年                            | 155    | 35    | 20    | 86              | 7                   | 303    |
| 文政4年                            | 88     | 0     | 54    | 42              | 1                   | 186    |
| 天保3年                            | 87     | 0     | 64    | 40              | 6                   | 196    |
| 天保4年                            | 66     | 0     | 46    | 36              | 13                  | 161    |
| 安政6年                            | 25     | 0     | 10    | 7               | 6                   | 48     |
| 享保7年（1722年） -安政6年(1859年) | 16,502 | 4,250 | 3,515 | 7,183           | 832                 | 32,282 |

（出典）安藤優一郎 (著)、『江戸の養生所』 (PHP新書)（2005） ISBN 978-4569641591

## 登場する主な作品
小説
赤ひげ診療譚 - 養生所を舞台とした山本周五郎の連作短編小説。
テレビドラマ
大岡越前 (テレビドラマ) - 主人公・大岡忠相（演：加藤剛）の親友・榊原伊織（演：竹脇無我）が養生所の医師である関係で、第2部（1971年5月17日から1971年11月22日）以降、最終シリーズである第15部（1998年8月24日から1999年3月15日）までと、その後作られた『大岡越前 ナショナル劇場50周年記念特別企画スペシャル』（2006年3月20日）まで定期的に登場する。
- ただし、伊織は長崎に「留学」した蘭方医なので、手術を初め蘭方の医術が前面に出ている。
- 第1部では第11話「呑舟先生はどこだ」（1970年5月25日放送）で設立されるエピソードが描かれるに留まる。この回ではナレーションで込みで「跡地である、現在の小石川植物園」の映像も流れる。
- 本作における肝入りは、初代が海野呑舟（うんのどんしゅう、演：志村喬）、2代目が榊原伊織であり、伊織が長期不在だった第6部と第14部では、新三郎（演：西郷輝彦）が代任を務めていた。なお呑舟は伊織の師、新三郎は伊織の義兄弟である。
- 伊織ら肝入りが不在の場合も他の医師や助手が登場するなとし、同作品で頻繁に登場する施設名となっている。

暴れん坊将軍 - 主人公が徳川吉宗である関係で、たびたび登場する。第2話で、設立の経緯と小川笙船（演：天知茂）が肝煎に就いたことが語られる。
大江戸捜査網 - 隠密同心・九條新太郎（演：南条弘二）が養生所の医師である関係で、彼がレギュラーを務めた期間（1981年10月3日～1984年3月31日放送）においてたびたび登場する。